# Aldealseñor
Aldealseñor ist ein beinahe entvölkerter Ort mit Gemeindestatus (municipio) mit nur 28 Einwohnern (Stand: 2024) im Nordosten der Provinz Soria in der Autonomen Gemeinschaft Kastilien-León. Die katholische Kirchengemeinde gehört zum Bistum Osma-Soria.

## Lage
Der Ort Aldealseñor liegt in der Hochebene im Osten der Provinz Soria in einer Höhe von ca. 1090 Metern ü. d. M. Die Entfernung zur südwestlich gelegenen Provinzhauptstadt Soria beträgt ca. 25 Kilometer (Fahrtstrecke).

## Bevölkerungsentwicklung
| Jahr      | 1960 | 1970 | 1981 | 1991 | 2001 | 2010 |
| Einwohner | 184  | 108  | 72   | 32   | 49   | 47   |

In der ersten Hälfte des 20. Jahrhunderts hatte die Gemeinde meist deutlich über 200 Einwohner. Die zunehmende Mechanisierung der Landwirtschaft und der daraus resultierende Verlust an Arbeitsplätzen haben in hohem Maße zu dem deutlichen Bevölkerungsrückgang der letzten Jahrzehnte beigetragen.

## Wirtschaft
Bis zur Mitte des 20. Jahrhunderts lebten die sich weitgehend selbst versorgenden Bewohner des Ortes hauptsächlich vom Getreideanbau; auch Viehhaltung (Schafe, Ziegen, Hühner) fand in geringem Maße statt. Heute spielt die Landwirtschaft (Anbau von Gerste und Weizen) immer noch die wichtigste Rolle im Wirtschaftsleben der kleinen Gemeinde. Einige leerstehende Häuser werden als Ferienwohnungen vermietet.

## Geschichte
Kelten und Westgoten haben auf dem Gebiet der Gemeinde keine archäologisch verwertbaren Spuren hinterlassen; aus spätrömischer Zeit stammt ein etwa 22 cm hoher Votivaltar, der etwa einen Kilometer nördlich des Ortes gefunden wurde. Nach der arabisch-maurischen Eroberung entvölkerten sich weite Gebiete im Norden der Iberischen Halbinsel. Im 10. Jahrhundert begann unter dem kastilischen Grafen Gonzalo Téllez die in der zweiten Hälfte des 11. Jahrhunderts unter Alfons VI. vollendete Rückeroberung (reconquista), die in der Einnahme der etwa 250 Kilometer weiter südwestlich gelegenen Stadt Toledo (1085) ihren vorläufigen Höhepunkt fand. In dieser Zeit wurde Aldealseñor von Siedlern aus dem Norden neu- oder wiederbesiedelt (repoblación). Eine Burg entstand wahrscheinlich schon im 10. Jahrhundert; der heute sichtbare Bergfried (torre de homenaje) dürfte aus dem 13. oder 14. Jahrhundert stammen. Erstmals urkundlich erwähnt wird der Ort im Jahre 1270; in einem Steuerregister des Jahres 1528 sind 38 Familien registriert – unter Berücksichtigung der Tatsache, dass es auch nicht steuerpflichtige, also nicht registrierte Familien gab, lässt sich eine Einwohnerzahl von etwa 400 Personen ableiten.

## Sehenswürdigkeiten
- Möglicherweise bereits in islamischer Zeit existierte am Ort eine Festung (kasbah), von der jedoch nichts erhalten ist – ebenso wie von einer ersten christlichen Burg. Der ursprünglich als Wohnturm dienende 26 Meter hohe Bergfried ist der älteste Teil und damit der Vorläufer eines später hinzugefügten repräsentativen Palastes der Familien Morales und Salcedo aus dem 15./16. Jahrhundert. Das Obergeschoss des schräg angesetzten rechten Flügels ist als Loggia ausgebildet. Der steinerne Wappenschild über dem ansonsten schmucklosen Haupteingang wurde erst im 18. Jahrhundert angebracht. Das Bauwerk ist seit 1949 als Kulturgut (Bien de Interés Cultural) anerkannt; es dient heute als Hotel.
- Die Pfarrkirche Nuestra Señora de la Blanca ist ein aus Bruchsteinen errichteter Bau im Übergangsstil von der Romanik zur Gotik. Apsis und Triumphbogen sind noch original erhalten, wohingegen die eigentliche Kirche in späterer Zeit umgebaut wurde. In die Südwand des Langhauses sind einige figürlich bzw. dekorativ bearbeitete Steine eines Vorgängerbaus als Spolien eingefügt; das Portal befindet sich – wie in der Region üblich – ebenfalls hier. Das Gewölbe des Kirchenschiffs entstammt dem 16. Jahrhundert; ein reich dekorierter romanischer Taufstein ist ebenfalls zu sehen.
- Mehrere Häuser des Ortes zeigen Kreuze und kurze Inschriften etc. in den Türstürzen oder in den Fassaden.
- Am Ortsrand steht ein schön restauriertes Waschhaus (lavadero) aus dem ausgehenden 19. oder frühen 20. Jahrhundert.

## Sonstiges
Der in den Jahren 2002/03 gedrehte und im Jahre 2005 veröffentlichte und mehrfach preisgekrönte Dokumentarfilm El cielo gira (Der Himmel dreht sich) der Regisseurin Mercedes Álvarez spielt in Aldealseñor.